# Ilario di Javols
Ilario di Javols, od Éli, Yles, Ilère, o Hilaire (Javols, VI secolo – VI secolo), fu un vescovo franco, venerato come santo dalla Chiesa cattolica.
Si tratta di un santo che fu vescovo a Mende. Si trova il suo nome in santi di due secoli diversi ma pare che solo quello che partecipò al Concilio di Clermont, tenutosi nel novembre 535, sia realmente esistito. Il sant'Yles, citato da Bertrando di Marsiglia nella sua Vida de Santa Enimia, che partecipò alla lotta di Santa Enimia contro il drago non visse effettivamente in quel periodo. Secondo Buffière, potrebbe trattarsi di una presenza metaforica creata dal poeta.

## Biografia
Ilario aveva costruito sopra Mende un piccolo eremitaggio ove viveva con tre confratelli. Egli si recava spesso presso la cripta di san Privato a notte avanzata. È così che, grazie alla Vita di Sant'Ilario, testo risalente al VII secolo, si viene a conoscenza di che dal 530 esisteva una chiesa eretta sulla tomba di San Privato.
Una delle ipotesi resta la presenza di un monastero risalente alla sua epoca a Burlatis, ove egli avrebbe d'altra parte inviato numerosi monaci. È in questo che Ilario poté aiutare sant'Enimia nella sua lotta contro il drago, come ci dice Bertrando da Marsiglia.
Nelle gole del Tarn, che egli fronteggiò un assedio condotto dai franchi al castello di Merlot, sopra La Malène.
L'8 novembre 535 egli partecipò al Concilio di Clermont ove sottoscrisse i decreti sulla morale e sulla disciplina interiore. Egli vi partecipò insieme ad altri quindici vescovi, fra i quali Cesario, arcivescovo di Arles, Gallo, vescovo di Clermont e san Nicezio, vescovo di Treviri.
Si ritrova egualmente la presenza d'Ilario in numerosi ritiri che egli teneva abitualmente presso l'Abbazia di Lerino sull'isola di Sant'Onorato.
Egli trascorse gran parte della propria vita a combattere gli usi religiosi pagani. Egli li combatté così nei pressi di Marsiglia, di ritorno dall'isola di Lerino, ma anche nelle gole del Tarn. Lo si ritrova inoltre nel medesimo ruolo sulle rive del lago di Saint-Andéol, altro luogo di venerazione pagana dei Gabali. La gente veniva al lago per gettarvi offerte, tutti gli anni, per quattro giorni. Ciò ci viene narrato da san Gregorio di Tours, che scrive: «… un prete, che aveva ricevuto la consacrazione episcopale, venne dal capoluogo (urbe ipsa) da queste parti…» È sempre Gregorio che c'informa che Ilario sarebbe riuscito a far cessare queste pratiche erigendovi una basilica in onore di sant'Ilario di Poitiers. Circa tale basilica sorge tuttavia il dubbio che il soggetto sia stato semplicemente Ilario di Mende e che quindi sia stata ivi eretta dopo la sua morte. I riti pagani non scomparvero verosimilmente tanto presto, continuando sotto diverse forme, fra le quali un pellegrinaggio che riuniva un gran numero di persone.
Ilario ricevette nel Gévaudan, ad Arisenicus (senza dubbio l'attuale Arzenc-de-Randon), il re dei Franchi Teodeberto I, ch'egli aveva respinto durante l'assedio a La Malnère. Il territorio dei Franchi si estendeva fino all'Alvernia ( e senza dubbio anche al Gévaudan), dopo che essi ebbero respinto i Visigoti in Settimania.

## I miracoli
Fra i miracoli o gli altri eventi eccezionali di cui ci è pervenuta notizia, vi è quello della sua scomparsa per effetto di un soffio di vento mentre rientrava dalla cripta di San Privato. I suoi compagni lo ritrovarono tre giorni dopo assorto in preghiera in una radura. Il luogo era inaccessibile e fu necessario aprirsi la strada a colpi d'ascia.
Egli avrebbe avuto anche la capacità di far sgorgare l'acqua da un pozzo in secca ormai da sette anni.

## Le reliquie
Si trovano tracce delle sue reliquie in Lorena nel VI secolo, nella chiesa a Salonnes Esse furono in seguito traslate nell'Abbazia di Saint-Denis con quelle di San Privato, ma mentre di là quelle di san Privato furono riportate nel Gévaudan, pare che quelle di Sant'Ilario siano rimaste a Parigi. Esse sarebbero scomparse nei saccheggi del 1793.

## I luoghi connessi
Nel corso degli anni, il Sanch-Éli della lingua occitana (sanch significava santo) si è trasformato, con un'approssimativa traduzione in francese, in Saint-Chély
Numerosi comuni ne contengono il nome :
- Saint-Chély-d'Apcher (Lozère)
- Saint-Chély-du-Tarn (Lozère)
- Saint-Chély-d'Aubrac (Aveyron)
- Saint-Hilaire-de-Lavit (Lozère)